# The Battle of Olympus
The Battle of Olympus is een videospel voor het platform Nintendo Entertainment System. Het spel werd uitgebracht in 1989. 